# Таланова, Хиония Ивановна
Хиония Ивановна Таланова (урождённая Стрелкова; родилась в 1822 году, Нижний Новгород, Российская империя — умерла 5 (17) мая 1880 года, Москва, Российская империя) — русская театральная актриса. В 1860—1870-х гг. выступала в московском Малом театре.
Происходила из семьи крепостных актёров Стрелковых, родоначальники которой играли в крепостном театре князя Н. Г. Шаховского в Нижнем Новгороде. В конце 1830-х — 1840-х гг. в Нижегородском театре служили около 10 актёров Стрелковых. В одно время с ней на театральных подмостках играла её младшая сестра, тоже выдающая русская актриса.
Сценическую деятельность начала в Нижегородском театре, где работала в 1838—1852 гг., затем выступала в Казани, взяв с этого времени фамилию своего мужа — «Таланова».
В 1860—1870-х годах — актриса московского Малого театра.

## Известные роли
- Каурова («Завтрак у предводителя» Тургенева);
- Варвара Тимофеевна («Чиновник по особым поручениям» П. А. Каратыгина);
- госпожа Дюкро («Два купца и два отца» Д. Т. Ленского);
- Василиса Перегриновна («Воспитанница» Островского);
- Мамелфа Тимофеевна («Посадник» А. К. Толстого);
- Матрёна в пьесе «Женитьба Бальзаминова» в первой постановке Малого театра 14 января 1863 года (за две недели до этого состоялась премьера в Александринке);
- Глумова, первая исполнительница в первой постановке Малого театра «На всякого мудреца довольно простоты» 6 ноября 1868 (до того — премьера в Александринке).

## Критика
…Исполнение г-жи Талановой, - писал критик А. Н. Баженов, - всегда толково, отличается вдумчивостью, наблюдательностью и правдивостью; …фарсов и умышленной эффектировки она… избегает, хотя иногда доводит до некоторой утрировки внешнюю отделку роли«Московские ведомости», 1861, с. 110, 20 мая, с.887.